# Saison 5 des Experts
Chronologie
Saison 4 Saison 6
Cet article présente le guide des épisodes de la cinquième saison de la série télévisée Les Experts (CSI: Crime Scene Investigation).
Les deux derniers épisodes de la saison sont écrits et tournés par le cinéaste Quentin Tarantino.

## Distribution

### Acteurs principaux
- William Petersen (V.F.: Stefan Godin) : Gil Grissom
- Marg Helgenberger (V.F.: Emmanuèle Bondeville) : Catherine Willows
- Gary Dourdan (V.F.: Éric Aubrahn) : Warrick Brown
- George Eads (V.F.: Denis Laustriat) : Nick Stokes
- Paul Guilfoyle (V.F.: François Dunoyer) : Jim Brass
- Jorja Fox (V.F.: Laurence Dourlens) : Sara Sidle
- Eric Szmanda (V.F.: Benjamin Boyer) : Greg Sanders
- Robert David Hall (V.F.: Pascal Casanova) : Albert Robbins

### Acteurs récurrents et invités
- David Berman (V.F.: Jérémy Prévost) : David Phillips
- Louise Lombard (V.F.: Marjorie Frantz) : Sofia Curtis
- Wallace Langham (V.F.: Jérémy Prévost) : David Hodges
- Archie Kao : Archie Johnson
- Marc Vann : Conrad Ecklie
- Jon Wellner (V.F.: Jérôme Frossard) : Henry Andrews
- Aisha Tyler : Mia Dickerson
- Nicholas Lea : Chris Bezich (épisode 1)
- Reiko Aylesworth : Chandra Moore (épisode 1)
- Jesse Plemons : Eugene Durbin (épisode 2)
- America Ferrera : April Perez (épisode 3)
- Melissa Leo : Sybill Perez (épisode 3)
- Carlos Gomez : Carlos Perez (épisode 3)
- Thomas Dekker : Jimmy Jones (épisode 3)
- Ed Quinn : Tom Cunningham (épisode 5)
- Dina Meyer : Meg Cunningham (épisode 5)
- Doug Savant : Paul Brady (épisode 5)
- Summer Glau : Mandy Cooper (épisode 6)
- Kate Mara : Janelle Macklin (épisode 7)
- Jonathan Banks : Bobby Jensen (épisode 7)
- Adrianne Palicki : Miranda (épisode 7)
- Seth Gabel : Gavin Layne (épisode 7)
- Kate Walsh : Mimosa (épisode 8)
- Raphael Sbarge : Aaron Laner (épisode 8)
- Mae Whitman : Glynnis Carson (épisode 10)
- Sebastian Roché : Josh Frost (épisode 11)
- John Krasinski : Lyle Davis (épisode 11)
- Yancey Arias : Rafael Salinas (épisode 12)
- Tony Plana : Elindio Zapata (épisode 12)
- Misha Collins : Vlad (épisode 13)
- Justin Louis : Ken Wellstone (épisode 13)
- Wendie Malick : Donna Eiger (épisode 15)
- Jane Lynch : Ranger (épisode 14)
- Michael Raymond-James : Aaron Colite (épisode 14)
- Tony Curtis : lui-même (épisode 24)

## Épisodes

### Épisode 93:Une nuit à Las Vegas
- États-Unis /  Canada : 23 septembre 2004 sur CBS / CTV[1]
- France : 23 mars 2005 sur TF1[2]
- Québec : 8 septembre 2006 sur Séries+

- États-Unis : 30,57 millions de téléspectateurs[3]
- Canada : 3,241 millions de téléspectateurs[4]

- French Stewart (Alien Minister)
- Alex Carter (Detective Vartan)
- David Berman (David Phillips)
- Jose Zuniga (Detective Cavaliere)
- Romy Rosemont (Jacqui Franco)
- Wallace Langham (Hodges)
- Nicholas Lea (Chris Bezich)
- Archie Kao (Archie Johnson)
- John L. Adams (Manny Brazil)
- Vincent Ward (Space)
- Amanda Lockwood (Young Cocktail Waitress)
- Reiko Aylesworth (Chandra Moore)
- Scoot Klace (Carl Johnson)
- Justine Brandy (Raven)
- Marina Black (Crystal)
- Tony Amendola (Super)
- Michelle Haner (Female Tenant)
- Justin Kennedy (Lance Frazer)
- Jonathan Penner (Detective Travis)
- Allen Fawcett (Assistant Manager)

### Épisode 94:En eaux troubles
- États-Unis : 7 octobre 2004
- France : 30 mars 2005 sur TF1
- Québec : 15 septembre 2006 sur Séries+

- États-Unis : 28,43 millions de téléspectateurs[5]
- France : 7,007 millions de téléspectateurs[6] (rediffusion)

- David Berman (David Phillips)
- Joseph Patrick Kelly (Officer Metcalf)
- Steve Monroe (Marty Kessler)
- Brent Briscoe (Roger Durbin)
- Gigi Rice (Terri Durbin)
- Jesse Plemons (Eugene Durbin)
- Cristine Rose (Toby's Grandma)
- Lennie Loftim (Lt. Ick Dysart)
- Jack Carter (Gambler)
- Michael Dempsey (S&S Worker)
- Scott Lincoln (Floater)
- Alec Plotkin (Young Eugene)

### Épisode 95:L'Un pour l'autre
- États-Unis : 14 octobre 2004
- France : 30 mars 2005 sur TF1
- Québec : 22 septembre 2006 sur Séries+

- États-Unis : 28,89 millions de téléspectateurs[7]
- France : 8,558 millions de téléspectateurs[8] (Rediffusion)

- David Berman (David Phillips)
- Archie Kao (Archie Johnson)
- Madison McReynolds (Lindsay Willows)
- Melissa Leo (Sybil Perez)
- America Ferrera (April Perez)
- Carlos Gomez (Carlos Perez)
- Ramon De Ocampo (Daniel Perez)
- Aisha Tyler (Mia Dickerson)
- Thomas Dekker (Jimmy Jones)
- D.B. Woodside (Marlon Waylord)
- Lucy Benali (Alicia Perez)
- Mary Kathleen Gordon (Sister Teresa)
- Paul Ganus (LVPD Officer)
- Jodi Carlisle (Jimmy's Mom)
- Jeremy Kent Jackson (Clerk)
- Bijoux Bohon (4 Year Old Alicia)
- Alec Garrett (Screaming Girl)

### Épisode 96:La Fontaine de Jouvence
- États-Unis /  Canada : 21 octobre 2004
- France : 6 avril 2005 sur TF1
- Québec : 29 septembre 2006 sur Séries+

- États-Unis : 26,54 millions de téléspectateurs[9]
- Canada : 3,164 millions de téléspectateurs[10]
- France : 8,615 millions de téléspectateurs[8](Rediffusion)

- David Berman (David Phillips)
- Alex Carter (Detective Vartann)
- David Anders (Travis Watson)
- Steven Brand (Dr Malaga)
- Larry Sullivan (Officer Akers)
- A.J. Buckley (Ted Martin)
- Corey Mendell Parker (Nate Allen)
- David Wells (Elliot Beckman)
- Brad Hunt (Rory Kendell)
- Larry Joshua (Zach Alfano)
- Eyal Podell (Kevin Stern)
- David Teitelbaum (Bird Shop Manager)
- Nicholl Hiren (Spa Receptionist)
- James Partick Stewart (Adam Matthews)
- Bunnie Rivera (Tearful Maid)

### Épisode 97:Échanges
- États-Unis : 28 octobre 2004
- France : 6 avril 2005 sur TF1
- Québec : 6 octobre 2006 sur Séries+

- États-Unis : 29,60 millions de téléspectateurs[11]
- France : 6,753 millions de téléspectateurs[12] (rediffusion)

- David Berman (David Phillips)
- Aisha Tyler (Mia Dickerson)
- Wallace Langham (David Hodges)
- Jose Zuniga (Det. Cavaliere)
- Victoria Reiniger (Judy Tremont)
- Pruitt Taylor Vince (Marty Gleason)
- Pam Green (Vanessa Keaton)
- Robert Curtis Brown (Dan Keaton)
- Danielle Savre (Amy Keaton)
- Ed Quinn (Tom Cunningham)
- Dina Meyer (Meg Cunningham)
- Dedee Pfeiffer (Erin Brady)
- Doug Savant (Paul Brady)
- Penelope Alexis (Mallory Stone)
- Ted Mattison (Alex Stone)
- Amy Benedict (Mrs. Basengi)
- James DiStefano (Mr. Basengi)
- Henri Lubatti (Charles Pinscher)
- Erin Spencer (Melissa Poolie)
- James Patrick Stuart (Adam Matthew-Lawyer)
- Tammi Land (Sexual Female Neighbor)
- Doug Woodbury (Sexual Male Neighbor #1)
- Alex Quijano (Sexual Male Neighbor #2)

### Épisode 98:Meurtres modèles
- États-Unis : 4 novembre 2004
- France : 1er juin 2006 sur TF1
- Québec : 13 octobre 2006 sur Séries+

- États-Unis : 30,58 millions de téléspectateurs[13]
- France : 4,204 millions de téléspectateurs[14] (Première diffusion en seconde partie de soirée)

- David Phillips (David Berman)
- Aisha Tyler (Mia Dickerson)
- Wallace Langham (David Hodges)
- Romy Rosemont (Jacqui Franco)
- David Lee Smith (Cody Lewis)
- Harriet Sansom Harris (Eva)
- Brian Catalano (Campus Security Officer #1)
- Ron Perkins (Dean Wilson)
- Wayne Duvall (Walter Beerly)
- Ty Upshaw (Uniform #1)
- Paul Ganus (Uniform #2)
- Patrick Levis (Roger)
- Clark Duke (Frat Boy #1)
- Kris Palm (Frat #2)
- Corey Stoll (Clerk)
- Jim Jenkins (Reporter #1)
- Kitty Swink (en) (Reporter #2)
- Summer Glau (Mandy Cooper)
- John Cabrera (Copy Center Worker)
- April Bowlby (Kaitlin Rackish)
- Taylor Nichols (Kevin Greer)
- Max Van Ville (Johnny Avery Blake)
- Victor Bevine (James Mathers)
- Steele Justiss (Pledge)
- Larry Sullivan (Officer Akers)
- Dan Warner (Campus Security Officer #2)
- Mark Lentry (TV Journalist)

### Épisode 99:Ultime soirée
- États-Unis : 11 novembre 2004
- France : 13 avril 2005 sur TF1
- Québec : 20 octobre 2006 sur Séries+

- États-Unis : 29,64 millions de téléspectateurs[15]
- France : 8,440 millions de téléspectateurs[16] (Rediffusion)

- David Berman (David Phillips)
- Xander Berkeley (Sheriff Rory Atwater)
- Joseph Partick Kelly (Officer Metcalf)
- Louise Lombard (Sofia Curtis)
- Jon Tenney (Charlie Macklin)
- Jonathan Banks (Bobby Jensen)
- Danica Stewart (Nicole 'Nikki' Jensen)
- Kate Mara (Janelle Macklin)
- Kevin Cooney (Polygraphist)
- Nicole Lenz (Rachel Macklin)
- Ty Upshaw (Officer G. Levitt)
- Marc Vann (Conrad Ecklie)
- Larry Sullivan (Officer Akers)
- Seth Gabel (Gavin Layne)
- Adrianne Palicki (Miranda)

### Épisode 100:Métamorphoses
- États-Unis : 18 novembre 2004
- France : 20 avril 2005 sur TF1
- Québec : 27 octobre 2006 sur Séries+

- États-Unis : 31,46 millions de téléspectateurs[17]
- France : 7,935 millions de téléspectateurs[8] (Rediffusion)

- David Berman (David Phillips)
- Aisha Tyler (Mia Dickerson)
- Archie Kao (Archie Johnson)
- Sarah Buxton (Wendy Garner)
- Kevin Fry (Officer Mann)
- Raphael Sbarge (Aaron Laner)
- Allen Lulu (Stage Manager)
- Kate Walsh (Mimosa)
- Cassandra Foreseter (Pink)
- Deprise D. Bredcia (Purple)
- Sam Anderson (Dr Hess)
- Marci Bowers (Bev)
- Hunter (Toni)
- Savannah Ajar (Tippi)
- Don McManus (Francis)
- Katy Selverstone (Amber)
- Lindsay Crouse (Dr Mona Levalle)
- Peter Breitmayer (Ed)
- Lee Hardin (Dina Amber)
- Brian Beacock (Irv)
- Jody Vaclav (Mrs. Claus)
- Bijoux Deluxe (Raspy Tranny)
- Jazzmun (en) (Mercedes)
- Fred Lusch (FTM)
- Kelly Mantle (Bartender)

### Épisode 101:Mea Culpa
- États-Unis : 25 novembre 2004
- France : 27 avril 2005 sur TF1
- Québec : 3 novembre 2006 sur Séries+

- États-Unis : 24,38 millions de téléspectateurs[18]
- France : 7,88 millions de téléspectateurs[16] (Rediffusion)

- David Berman (David Phillips)
- Louise Lombard (Sophia Curtis)
- Aisha Tyler (Mia Dickerson)
- Marc Vann (Conrad Ecklie)
- Wallace Langham (Hodges)
- Jason Segel (Neil Jansen)
- Erik Jensen (Jeffrey Sinclair)
- Alex Carter (Detective Vartan)
- John DeMita (Jason Garbett)
- Jason London (Keith Garbett)
- Tina Lifford (Judge Witherspoon)
- Nana Visitor (Mrs. Katz)
- Bobby Hosea (Rich Rebba)
- Stefan Marks (Max Larson)
- Kenny Morrison (ATF Agent)
- John Lacy (John Bergman / ATF Suit)
- Gerald McCullouch (Bobby Dawson)
- Terry Bozeman (Brad Lewis)
- Palmer Davis (Margaret Finn)

### Épisode 102:Intolérables cruautés
- États-Unis : 9 décembre 2004
- France : 4 mai 2005 sur TF1
- Québec : 10 novembre 2006 sur Séries+

- États-Unis : 29,83 millions de téléspectateurs[19]
- France : 4,2 millions de téléspectateurs[20] (Première diffusion en seconde partie de soirée)
- France : 8,521 millions de téléspectateurs[21] (rediffusion)

- David Berman (David Phillips)
- Louise Lombard (Sophia Curtis)
- Aisha Tyler (Mia Dickerson)
- Wallace Langham (Hodges)
- Alex Carter (Detective Vartan)
- Carla Renata (Devine)
- Mo McRae (Leo Plummer)
- Blake Hightower (Alley Kid #1)
- Logan Atkinson (Alley Kid #2)
- Walker Howard (Andre Chambers)
- Michael Bryan French (Prison Hospital Dr)
- Antonio Leon (Samuel Mendez)
- Lobo Sebastian (Vincent Colby)
- Chris Villa (Miguel Garabei)
- Robert Mukes (Inmate)
- Darien Smalling (Devon)
- Russell Wong (Lt. Kim)
- Rusty Schwimmer (Lorna Tenney)
- Miguel Najera (Mr. Mendez)
- Mae Whitman (Glynnis Carson)
- Lily Knight (Delia Brooks)
- Alexis Cruz (PFC Benjamin Riley)
- Claude Shires (Strip Club Bouncer)
- Palmer Davis (Margaret Finn)
- Damani Roberts (Kevin)
- Dylan Bell (Raymond)

### Épisode 103:Qui a tué Sherlock Holmes?
- États-Unis : 6 janvier 2005
- France : 11 mai 2005 sur TF1
- Québec : 17 novembre 2006 sur Séries+

- États-Unis : 28,86 millions de téléspectateurs[22]

- David Berman (David Phillips)
- Wallace Langham (David Hodges)
- Jose Zuniga (Detective Cavaliere)
- Archie Kao (Archie Johnson)
- Marc Vann (Conrad Ecklie)
- Ted Rooney (en) (Dennis Kingsley/Sherlock)
- Rod McLachlan (Nelson Oakes/Dr Watson)
- Sebastian Roché (Josh Frost/Moriarty)
- Catherine Dent (Kay Marquette/Irene)
- Lisa Waltz (Jean Kingsley)
- Steve Heinze (Biker)
- John Krasinski (Lyle Davis)
- Gus Buktenica (Player)

### Épisode 104:Le Venin du tueur
- États-Unis : 13 janvier 2005
- France : 11 mai 2005 sur TF1
- Québec : 24 novembre 2006 sur Séries+

- États-Unis : 27,55 millions de téléspectateurs[23]
- France : 6,93 millions de téléspectateurs[24] (rediffusion)

- David Berman (David Phillips)
- Louise Lombard (Sofia Curtis)
- Geoffrey Rivas (Detective Vega)
- Doan Ly (Jesse Menken)
- Chad Donella (Vincent Decarlo)
- Michael A. Pena (Barback (Juanito Concha))
- Yancey Arias (Rafael Salinas)
- Joe Nieves (Javier Lileez)
- Miguel Perez (Eduardo Maytorena)
- Tony Plana (Elindio Zapata)
- Vernee Watson-Johnson (Manager)
- George Murdock (Stuart Manslow)
- Anna Berger (Betsy Lewis)
- Reid Scott (Dax Blanchard)
- Chris Flanders (Room Manager)
- David Correia (Store Owner)
- Julian Rodriguez (Newspaper Kid)
- Benjamin Burdick (Yak #1)
- Matthew Yang King (Yak #2)
- Ken Weiler (Yak #3)
- Daniel Wisler (Yak #4)

### Épisode 105:Les Poupées russes
- États-Unis /  Canada : 3 février 2005
- France : 18 mai 2005 sur TF1
- Québec : 1er décembre 2006 sur Séries+

- États-Unis : 24,95 millions de téléspectateurs[25]
- Canada : 2,912 millions de téléspectateurs[26]
- France : 7,021 millions de téléspectateurs[27] (rediffusion)

- David Berman (David Phillips)
- Wallace Langham (David Hodges)
- Marc Vann (Conrad Ecklie)
- Eric Stonestreet (Ronnie Litra)
- Željko Ivanek (Andrew Melton)
- Lisa Thornhill (Chloe Daniels)
- Justin Louis (Ken Wellstone)
- Bill Dearth (Joe)
- Ben Reed (Willis)
- Taneka Johnson (Annie)
- Natasha Fhimanchuk (Svetlana Melton)
- Christina Stacy (June Melton)
- Misha Collins (Vlad)
- Sanya Mateyas (Alexandra)

### Épisode 106:La Peau de l’ours
- États-Unis : 10 février 2005
- France : 25 mai 2005 sur TF1
- Québec : 8 décembre 2006 sur Séries+

- États-Unis : 27,85 millions de téléspectateurs[28]
- France : 7,68 millions de téléspectateurs[29] (rediffusion)

- David Berman (David Phillips)
- Louise Lombard (Sofia Curtis)
- Wallace Langham (David Hodges)
- Eric Stonestreet (Ronnie Litra)
- Gerald McCullouch (Bobby Dawson)
- Joseph Patrick Kelly (Officer Metcalf)
- Brad Rowe (Mark Kyman)
- Sara Foster (Amy Maynard)
- Deanna Russo (Lori Kyman)
- Forbes March (Brad Himmel)
- Jane Lynch (Ranger)
- Lolita Davidovich (Diane Hoytt)
- Jon Wellner (Sam Tracy)
- Veanne Cox (Faith Hollis)
- Greg Pitts (Valet)
- Michael Raymond-James (Aaron Colite)
- Meredith Scott Lynn (Carol Allred)
- Palmer Davis (Margaret Finn)

### Épisode 107:La Chambre secrète
- États-Unis : 17 février 2005
- France : 8 juin 2005 sur TF1
- Québec : 15 décembre 2006 sur Séries+

- États-Unis : 30,72 millions de téléspectateurs[30]

- David Berman (David Phillips)
- Wallace Langham (David Hodges)
- Marc Vann (Conrad Ecklie)
- Louise Lombard (Sofia Curtis)
- Saida Rodriguez Pagan (Laura Tessler)
- Joseph Patrick Kelly (Officer Metcalf)
- Wendie Malick (Donna Eiger)
- Lyle Kanouse (Bruce Eiger)
- Susan Ward (Tanya)
- Tony Denison (Sy Magli)
- Mark Derwin (James Mandelbaum)
- Andy Buckley (Reporter #1)
- Valerie Wildman (Friend #1)
- Edie McClurg (Madge)
- Aisha Tyler (Mia Dickerson)
- Greg Ellis (Fox Harris)
- Nan Martin (Daphne Eiger)
- Tom Warden (Tom Warden)

### Épisode 108:Meurtre XXL
- États-Unis /  Canada : 24 février 2005
- France : 1er juin 2005 sur TF1
- Québec : 22 décembre 2006 sur Séries+

- États-Unis : 28,11 millions de téléspectateurs[31]
- Canada : 3,102 millions de téléspectateurs[32]

- David Berman (David Phillips)
- Wallace Langham (David Hodges)
- Alex Carter (Detective Vartan)
- Joseph Patrick Kelly (Officer Metcalf)
- John Furey (Councilman Gabe Miller)
- Steve Lawrence (Mitch Urbana)
- Craig Saslow (Scott Varney)
- Lee Burns (Kelvin Russell)
- Melora Hardin (Sports Book Manager)
- Claude Shires (Lou Barnes)
- Patrick Kilpatrick (Cesar Dabo)
- Kinna McInroe (Brenda Morgan)
- Tara Karsian (Jill Paisley)
- Debra Christofferson (Regina Kern)
- Lisa Brounstein (Chair Dancer #1)
- Michael Edwin (Oddsmaker #1)
- Jon Cellini (Oddsmaker #2)
- Patricia Heller (ER Surgeon)

### Épisode 109:Pulsions
- États-Unis : 10 mars 2005
- France : 15 juin 2005 sur TF1
- Québec : 19 janvier 2007 sur Séries+

- États-Unis : 29,40 millions de téléspectateurs[33]

- David Berman (David Phillips)
- Louise Lombard (Sophia Curtis)
- Wallace Langham (Hodges)
- Aisha Tyler (Mia Dickerson)
- Marc Vann (Conrad Ecklie)
- Jason Segel (Neil Jansen)
- Jose Zuniga (Detective Cavaliere)
- Joseph Patrick Kelly (Office Metcalf)
- Larry Sullivan (Office Akers)
- David Newsom (en) (Hayden Michaels)
- Wil Wheaton (Walter (Homeless Man))
- Tina Lifford (Judge Witherspoon)
- Stephen Baldwin (Jesse Acheson)
- Tamara Clatterbuck (Michelle Acheson)
- James Patrick Stuart (Adam Mathews)
- Cleo King (Lucy)
- Lee Tergesen (Robert Hawkins)
- Diane DiLascio (Yvonne Hawkins)
- Andy Gobienko (Matt Hawkins)
- Joseph C. Phillips (Graham Krell)
- Russell Sams (Front Desk Clerk)
- Erin Matthews (Martha Krell)
- Gillian Shure (Sue Stein)
- Victoria Reiniger (Judy Tremont)

### Épisode 110:Les Flammes de l’enfer
- États-Unis : 31 mars 2005
- France : 22 juin 2005 sur TF1
- Québec : 26 janvier 2007 sur Séries+

- États-Unis : 28,22 millions de téléspectateurs[34]
- France : 7,03 millions de téléspectateurs[16](Rediffusion)

- David Berman (David Phillips)
- Louise Lombard (Sophia Curtis)
- Wallace Langham (Hodges)
- Aisha Tyler (Mia Dickerson)
- Alex Carter (Detective Vartan)
- Lennie Loftin (Chief Dysart)
- Lina Patel (Tara Matthews)
- Anna Lumarque (E.R. Nurse)
- Michael Bryan French (Dr Frank)
- Aimee Miles (Corinne Stewart)
- Jeffrey Johnson (Morgan Stewart)
- Justin Kirk (Patrick Bromley)
- Daylia Sky Wallace (Dani Stewart)
- Tim DeKay (Neal Matthews)
- Heather McComb (Annabelle Frost)
- Terry Bozeman (Brad Lewis)
- Alex Wexo (Tim (Stargazer))

### Épisode 111:Une nuit infernale
- États-Unis : 14 avril 2005
- France : 22 juin 2005 sur TF1
- Québec : 2 février 2007 sur Séries+

- États-Unis : 27,54 millions de téléspectateurs[35]
- France : 8,016 millions de téléspectateurs[21](rediffusion)

- David Berman (David Phillips)
- Wallace Langham (Hodges)
- Romy Rosemont (Jacqui Franco)
- Jose Zuniga (Detective Cavaliere)
- Joseph Patrick Kelly (Officer Metcalf)
- Michael P. Byrne (Kyle Shaw)
- Patricia Bethune (Wilma Shaw)
- Chauncey Leopardi (Lawrence Lafontaine)
- Scottie Epstein (Vernon Miller)
- Raymond Ma (Sammy)
- Reni Santoni (Frank Mejia)
- Victoria Reiniger (Judy Tremont)
- Robert Cicchini (Steve Dasilva)
- Alex Carter (Detective Vartan)
- Laurie Fetter (Lisa Schumacher)
- Neil Hopkins (Donny Drummer)
- Cerina Vincent (Suzy Underwood)
- Lauren C. Mayhew (Candace Underwood)
- Jonny Miller (Paul Charles)
- J. Marvin Campbell (Hazmat Tech)
- Leslie Hadnott (Tiffany Joy/Angela Willer)
- Debra Wilson (Divine)
- Clement Blake (Chester)
- Dyllan Christopher (Chase Ryan)
- Mandy Musgrave (Jackie Ryan)
- Eric Parker (College Boy)
- Elizabeth Storm (Mrs. Jones)
- Shane Haboucha (Andy Jones)
- Pat Healy (Jared Obstfeld)

### Épisode 112:Les Trottoirs de Los Angeles
- États-Unis : 21 avril 2005
- France : 12 avril 2006 sur TF1
- Québec : 9 février 2007 sur Séries+

- États-Unis : 27,02 millions de téléspectateurs[36]
- France : 3,907 millions de téléspectateurs[37] (première diffusion en seconde partie de soirée)

- Nick Searcy (Sheriff Burdick)
- Teal Redmann (Ellie Brass)
- Lindsay Beamish (Dakota)
- Richard Gross (Officer Kirk)
- Donna Murphy (Annie Hutchings)
- John Wynn (David Kim)
- Matt Glave (Matt Glazer)
- Karina Logue (Dr Supulveda)
- Molly McDowell (Teenage Girl)
- Johnny Sneed (Mark Piccone)
- Joel Polis (Judge Peters)
- Eric Allan Kramer (Vic Leonard)
- Michael Kenneth Williams (Ronnie)
- Don Dowe (Uniform)
- Brian Leckner (Earl)

### Épisode 113:Histoire de fous
- États-Unis : 28 avril 2005
- France : 12 avril 2006 sur TF1
- Québec : 16 février 2007 sur Séries+

- États-Unis : 23,68 millions de téléspectateurs[38]
- France : 3,082 millions de téléspectateurs[37] (première diffusion en seconde partie de soirée)

- David Berman (David Phillips)
- Louise Lombard (Sophia Curtis)
- Wallace Langham (Hodges)
- Archie Kao (Archie)
- Monique Edwards (Nurse Nanette Faber)
- Annie Corley (Nurse Joanne McKay)
- Harry Perry (Earl Simmonds)
- Christian Clemenson (Charles Pellew)
- Kristoffer Winters (Robbie Garson)
- Richard Wharton (Kenny Valdez)
- David Bowe (Phil Boyd)
- Jason Matthew Smith (Jake Wernerer)
- Chris Williams (Lt. Owens)
- Jon Huertas (Leon Rodriguez)
- Michael Reid Mackay (Ronald Salter)
- Zitto Kazann (Roman Wolenski)
- James Badge Dale (Adam Trent)
- Robin Weigert (Dr Valérie Dino)
- Greg Anthony (Kevin Stanland (stunt))
- Roger Ranney (Morgan Wendel)
- Ken Garito (Tucker)
- Michael Holden (Tucker's Attorney)
- Allan Kolman (Glen Frydman)

### Épisode 114:Rencontre à haut risque
- États-Unis : 5 mai 2005
- France : 29 octobre 2006 sur TF1
- Québec : 23 février 2007 sur Séries+

- États-Unis : 26,65 millions de téléspectateurs[39]
- France : 8,465 millions de téléspectateurs[29] (première diffusion)

- David Berman (David Phillips)
- Wallace Langham (Hodges)
- Aisha Tyler (Mia Dickerson)
- Marc Vann (Ecklie)
- Larry Sullivan (Officer Akers)
- Geoffrey Rivas (Det. Vega)
- Alex Carter (Det. Vartann)
- Alan Rosenberg (Adam Norak)
- Lauren Bowles (Ellen)
- Anita Gillette (Lily Flynn)
- Mary Kelsy (Alice Granger)
- Madison McReynolds (Lindsey)
- Channon Roe (Douglas Granger)
- Shawn Hatosy (Jeff Simon)
- Elaine Curtis (Holly Pearson)
- Lelah Foster (Sheila)
- Lauren Birkell (Lynn)
- Meredith Scott Lynn (Carol Allred)

### Épisode 115:Chambre froide
- États-Unis : 12 mai 2005
- France : 19 avril 2006 sur TF1
- Québec : 2 mars 2007 sur Séries+

- États-Unis : 26,46 millions de téléspectateurs[40]
- France : 4,293 millions de téléspectateurs[41] (première diffusion en seconde partie de soirée)
- France : 6,86 millions de téléspectateurs[42] (Rediffusion)

- David Berman (David Phillips)
- Wallace Langham (Hodges)
- Aisha Tyler (Mia Dickerson)
- Marc Vann (Ecklie)
- Alexandra Lydon (Susan Hemmington)
- Casey Biggs (Mr. Wilmot)
- Jason Segel (Neil Jansen)
- James Ransone (Zack Capola)
- Roger Ranney (Morgan Wendal)
- Jennifer Blanc (Jacinda Hendler)
- Kim Johnston Ulrich (en) (Mrs. Levine)
- Ken Garito (Tucker the Host)
- Billy Gardell (Charlie Jackson)
- Jon Wellner (Henry Andrews)
- Lindsay Dennis (Paula Levine)
- Regan Burns (James Billmeyer)
- Katie Mitchell (Mrs. Wilmont)
- Katherine Henryk (Mrs. Vivoldi)

### Épisode 116:Jusqu'au dernier souffle(1/2)
- États-Unis : 19 mai 2005
- France : 3 septembre 2006 sur TF1
- Québec : 9 mars 2007 sur Séries+

- États-Unis : 30,73 millions de téléspectateurs[43]
- France : 9,1 millions de téléspectateurs[44](première diffusion)

- David Berman (David Phillips)
- Wallace Langham (Hodges)
- Marc Vann (Conrad Ecklie)
- Tony Curtis (lui-même)
- Frank Gorshin (lui-même)
- John Saxon (Walter Gordon)
- Christopher Allen Nelson (Officer Michaels)
- Rachel Lillian Goldberg (Dispatch Cop)
- Archie Kao (Archie)
- Michael Bacall (Neil Abraham)
- Clark Middleton (Dick Sloan)
- Peter Story (Fat Guy)
- Andrew Prine (Rodger Stokes)
- Lois Chiles (Jillian Stokes)
- Scott Wilson (Sam Braun)
- Shannon Hazlet (Young Woman #1)
- Stephanie Hazlett-Gregg (Young Woman #2)
- Kim Yates (Showgirl)

### Épisode 117:Jusqu'au dernier souffle(2/2)
- États-Unis : 19 mai 2005
- France : 3 septembre 2006 sur TF1
- Québec : 16 mars 2007 sur Séries+

- États-Unis : 30,73 millions de téléspectateurs[43]
- France : 8,9 millions de téléspectateurs[44] (première diffusion)

- David Berman (David Phillips)
- Aisha Tyler (Mia Dickerson)
- Marc Vann (Conrad Ecklie)
- Archie Kao (Archie)
- Andrew Prine (Rodger Stokes)
- Wayne Wilderson (Paramedic)
- Aimee Graham (Kelly Gordon)
- Dan Martin (Nursery Employee)